# Nikkeltetracarbonyl
Nikkeltetracarbonyl, kortweg nikkelcarbonyl genoemd, is een anorganische verbinding van nikkel, met als brutoformule Ni(CO)4. De stof, een zeer toxische kleurloze vloeistof, werd voor het eerst beschreven in 1890 door Ludwig Mond. Nikkeltetracarbonyl is vrijwel onoplosbaar in water. De moleculaire geometrie is tetraëdrisch, hetgeen ook eerder uitzonderlijk is voor metaalcomplexen.

## Synthese
Nikkeltetracarbonyl werd in 1890 voor het eerst bereid door een reactie van nikkel met koolstofmonoxide:
{\displaystyle {\ce {Ni + 4CO -> Ni(CO)4}}}
Geen enkele metaalcarbonylverbinding wordt onder zulke milde reactieomstandigheden (50 tot 60 °C) gevormd als nikkeltetracarbonyl.

## Toepassingen
Nikkeltetracarbonyl wordt gevormd tijdens het zuiveren van nikkelertsen. Dit proces wordt het Mondproces genoemd en maakt gebruik van het feit dat nikkel als enige metaal zeer gemakkelijk een carbonylcomplex vormt.

## Toxicologie en veiligheid
Nikkeltetracarbonyl is zeer toxisch. De giftigheid is, zoals bij alle metaalcarbonylcomplexen, terug te voeren op zowel de giftigheid van het metaal als op het feit dat koolstofmonoxide kan afgestaan worden. In het geval van nikkeltetracarbonyl is het voornamelijk de toxiciteit van nikkel die de overhand heeft.
De stof kan zowel door de huid worden geabsorbeerd als worden ingeademd. Nikkeltetracarbonyl ruikt muf, hoewel het heel goed mogelijk is dat men al een fatale dosis heeft binnengekregen wanneer men de stof kan ruiken.
Nikkeltetracarbonylvergiftiging begint vrijwel direct met hoofdpijn en pijn op de borst, aanhoudend tot ca. 16 uur na de blootstelling. Daarna volgt een remissie en een latente periode. Na enkele dagen treden opnieuw symptomen op: ademproblemen, hoesten en vermoeidheid. De symptomen nemen in hevigheid toe gedurende enkele dagen, waarna herstel of de dood door ademstilstand of nierfalen volgt.
Naast de giftigheid zijn de dampen ook auto-ontvlambaar. Boven 60 °C treedt explosieve ontleding op.